# 泉眞也
泉 眞也（泉 真也、いずみ しんや、1930年3月30日 - 2022年1月2日）は、日本の環境デザイナー、プロデューサー。

## 人物・来歴
東京都出身。1955年、東京芸術大学美術学部工芸科を卒業し、キヤノンカメラに入社（技術部配属）。1962年に同社を退社し、フリーランスとなる。同年、世界の都市・高速道路の視察団に参加。帰国後、高速道路標識の文字フォントのデザイン策定統括を担当した。博覧会関連では、1970年大阪万博、1975年沖縄海洋博、1985年つくば科学万博への関与を皮切りに、1990年花の万博、2005年愛・地球博では総合プロデューサーを務めた。後進指導では、金沢美術工芸大学特別客員教授、多摩美術大学美術学部2部デザイン学科客員教授を歴任した。妻はシャンソン歌手の瀬間千恵。

## 著書
- 泉真也『核兵器と遊園地 いま、知的共鳴社会の時代』徳間書店、1988年11月。ISBN 4-19-143811-5。
- 『イベント&コンベンション・インデックス：MESALA 1992-1993』 '93-3、泉真也（監修）、ぎょうせい、1992年4月。
- 泉真也『空間創造楽』電通、1992年12月。ISBN 4-88553-041-5。
- 泉真也、寺沢勉『エクスポ&エキジビション Display designs in Japan 1980-1990 Vol.3』六耀社、1992年8月。ISBN 4-89737-138-4。
- 泉真也、グローバルハブ研究会 編『めざせ!国際ハブ空港―大競争時代の国家戦略プロジェクト』日本経済新聞社、1996年12月。ISBN 4-532-14544-9。
- 泉真也『しあわせのかたちを探しに 愛・地球博アートプログラムぬりえ絵本』新風舎、2005年3月。ISBN 4-7974-6865-3。
- 泉眞也 著、『泉眞也の万有万物博覧会』をつくる会 編『泉眞也の万有万物博覧会』中日新聞社、2005年7月。ISBN 4-8062-0503-6。